# Kanton Courrières
Courrières is een voormalig kanton van het Franse departement Pas-de-Calais. Het kanton maakte deel uit van het arrondissement Lens. Het werd opgeheven bij decreet van 24 februari 2014 met uitwerking in 2015.

## Gemeenten
Het kanton Courrières omvatte de volgende gemeenten:
- Courrières (hoofdplaats)
- Oignies